# Marzīān
Marzīān (persiska: مَرزِيان, مَرزيَّن, مرزيان) är en ort i Iran.   Den ligger i provinsen Lorestan, i den centrala delen av landet, 300 km sydväst om huvudstaden Teheran. Marzīān ligger 1 904 meter över havet och antalet invånare är 738.
Terrängen runt Marzīān är platt västerut, men österut är den kuperad. Runt Marzīān är det ganska glesbefolkat, med 29 invånare per kvadratkilometer. Närmaste större samhälle är Aznā, 10,3 km sydväst om Marzīān. Trakten runt Marzīān består till största delen av jordbruksmark.